# عشرون قصيدة حب وأغنية يائسة
عشرون قصيدة حب وأغنية يائسة مجموعة شعرية رومانسية للشاعر التشيلي بابلو نيرودا، الحائز على جائزة نوبل في الأدب، نُشرت لأول مرة عام 1924 عن دار نشر "ناسيمنتو" في سانتياغو، عندما كان نيرودا يبلغ من العمر تسعة عشر عامًا.
أثار الديوان جدلاً عند صدوره بسبب ما تضمنه من مضامين ذات طابع جنسي، خاصة بالنظر إلى صغر سن المؤلف آنذاك. وعلى مدى العقود التالية، أصبح هذا العمل من أكثر مؤلفات نيرودا شهرة، وحقق انتشارًا واسعًا، إذ بيع منه أكثر من 20 مليون نسخة.
ترجم الكتاب إلى العديد من اللغات وترجمه الشاعر ويليام ستانلي ميروين إلى اللغة الإنجليزية. لا يزال الكتاب أكثر كتاب شعر إسبانية مبيعاً،بعد ما يقرب من 100 عام بعد نشره للمرة الأولى.
الخلفية
عشرون قصيدة حب وأغنية يائسة هو ديوان شعري للشاعر التشيلي بابلو نيرودا، نُشر لأول مرة في يونيو عام 1924. يُعد هذا العمل من أبرز أعمال نيرودا المبكرة، وقد ساهم في شهرته على نطاق واسع في سن مبكرة، إذ صدر عندما كان في التاسعة عشرة من عمره. يُعتبر الديوان من الأعمال البارزة في الشعر المكتوب باللغة الإسبانية خلال القرن العشرين، وقد تُرجم إلى لغات عدة، من بينها الإنجليزية بترجمة الشاعر دبليو. إس. ميروين عام 1969.
ينتمي الديوان إلى المرحلة الأولى من مسيرة نيرودا، ويتميّز بتغيّر في الأسلوب عن مجموعته السابقة Crepusculario، من خلال اعتماد لغة أبسط، وتوظيف عناصر من الرومانسية والحداثة. يتكوّن الكتاب من عشرين قصيدة تتناول موضوع الحب، تليها قصيدة ختامية بعنوان "أغنية يائسة". القصائد غير معنونة، باستثناء الأخيرة.
تعكس القصائد تجارب نيرودا العاطفية في شبابه، لكنها لا تشير إلى شخصية واحدة بعينها، بل تجمع خصائص عدة نساء عرفهن الشاعر، لتكوين صورة مركبة للحبيبة في سياق شعري.
من الناحية الشكلية، تتفاوت القصائد بين استخدام أوزان منتظمة—وخاصة الألكسندريني—وبين الانفلات المقصود من الانتظام في بعض المواضع. تندرج اللغة المستخدمة ضمن الأسلوب الأدبي التقليدي، مع حضور واضح للتعبيرات العاطفية والمجازات المرتبطة بالحساسية الرومانسية، هذا ما جعل الديوان يحظى بمكانة خاصة ضمن أعمال نيرودا، ويُدرس بوصفه نموذجًا لتحوّله الشعري المبكر، ولأسلوبه في الجمع بين التجربة الشخصية واللغة الشعرية المبسطة.

## التأثير في الثقافة الشعبية والإرث
ألهم ديوان عشرون قصيدة حب وأغنية يائسة عددًا من الأعمال الموسيقية. فقد أشارت الفرقة الإسبانية "لا أوريخا دي فان غوخ" إلى الديوان في أغنيتها "أغنية يائسة"، بينما أعاد المغني وكاتب الأغاني الإسباني أليكس أوباغو تقديم القصيدة رقم 20 بصيغة جديدة. كما استخدمت فرقة الروك المكسيكية "أنابانثا" كلمات نفس القصيدة في إحدى أغنياتها.
في عام 2005، سجّلت فرقة أمريكية أغنية بعنوان "أحبك عندما تصمتين"، مستوحاة من القصيدة رقم 15. وفي عام 2001، أصدرت المغنية ليندا توماس أغنية فلامنكو بعنوان "آي، آي، آي"، مستندة إلى مضمون الديوان. كما ألقى عدد من المغنين مثل باكو إيبانييث وخوان مانويل سيرات القصيدة رقم 20 في عروضهم الغنائية.
خلال المسيرة النسوية التي أقيمت بمناسبة اليوم العالمي للمرأة في 8 مارس 2020 في العاصمة التشيلية سانتياغو، ظهرت لافتة احتجاجية قامت بتحوير أحد أبيات القصيدة الخامسة عشرة، حيث حُوّل السطر "أحبك عندما تصمتين لأنك تبدين غائبة" إلى "أحبك عندما تتحدثين لأنك حاضرة دائمًا"، في سياق يعبّر عن رفض الصمت المفروض على النساء.
كما كان الديوان جزءًا من الخلفية الثقافية في فيلم "نيرودا" الذي أخرجه بابلو لارّين، وقام ببطولته الممثل غايل غارسيا برنال. بالإضافة إلى ذلك، حمل الألبوم الثاني من السلسلة التلفزيونية التشيلية الساخرة "31 دقيقة" عنوان "31 أغنية حب وأغنية لغريبولو"، في محاكاة ساخرة لعنوان ديوان نيرودا.
يُعد عشرون قصيدة حب وأغنية يائسة أشهر أعمال بابلو نيرودا، وقد بيع منه ملايين النسخ حول العالم، ويُعتبر حتى اليوم أكثر ديوان شعري مبيعًا باللغة الإسبانية. ومنذ عام 2020، أصبح الديوان ضمن الملكية العامة في الولايات المتحدة.

## روابط خارجية
- عشرون قصيدة حب وأغنية يأس على موقع الموسوعة البريطانية (الإنجليزية)